# 약진호
약진호(躍進號)는 대한민국에서 운행하던 특급열차의 이름이다.

## 경부선 특급열차
약진호는 1963년부터 1966년까지 서울-부산 간 15,16번 특급열차로 운행한 열차의 이름이다. 열차의 명칭은 전국민 공모를 통해 결정했는데, 전국에서 379명이 같은 이름으로 응모했다고 한다.
- 1963년 8월 14일 : 서울-부산 간의 15,16번 열차로 운행 개시[2]
- 1964년 4월 20일 : 15번 열차를 서울-대구 간으로 단축, 16번 열차 폐지[3]
- 1966년 7월 21일 : 맹호호 운행으로 폐지[4][5]

## 중앙선 특급열차
약진호는 1979년까지 서울-강릉 간을 운행했던 보통급행열차의 이름이다. 2등 객차 2량, 3등 객차 4량, 식당차 1량, 소화물차 1량으로 편성했다. 1968년부터 1974년까지 베트남전에 파병된 국군부대의 이름을 딴 십자성호라는 명칭을 사용하였는데, 이 열차를 마지막으로 파병 국군부대의 이름이 모두 열차명에 사용되었다고 한다.
- 일자 불명 : 동해호(東海號)로 운행 개시
- 1968년 4월 1일 : 십자성호(十字星號)로 명칭 변경[6]
- 1969년 2월 10일: 3등 객차를 제외하고 대신 1등 객차를 편성함[8]
- 1974년 8월 15일 : 약진호로 명칭 변경[9]
- 1980년 1월 1일 : 각 노선에 존재하던 서로 다른 이름의 특급 열차를 ‘특급’이라는 하나의 명칭으로 합치면서 폐지[10]